# Arbela (Missouri)
Arbela is een plaats (town) in de Amerikaanse staat Missouri, en valt bestuurlijk gezien onder Scotland County.

## Demografie
Bij de volkstelling in 2000 werd het aantal inwoners vastgesteld op 40.
In 2006 is het aantal inwoners door het United States Census Bureau geschat op eveneens 40.

## Geografie
Volgens het United States Census Bureau beslaat de plaats een oppervlakte van
0,2 km², geheel bestaande uit land. Arbela ligt op ongeveer 208 m boven zeeniveau.

## Plaatsen in de nabije omgeving
De onderstaande figuur toont nabijgelegen plaatsen in een straal van 16 km rond Arbela.